# زينب عفيفي
زينب عفيفي هي كاتبة، وصحفية، وروائية مصرية، من أهم أعمالها؛ رواية «شمس تشرق مرتين»، ومجموعة قصصية بعنوان «خمس دقائق». ترجمت بعض أعمالها إلى اللغة الإنجليزية.
| الاسم                                                       | دار النشر                                       | تاريخ النشر | عدد الصفحات | ردمك ISBN            | المصدر               |
| ----------------------------------------------------------- | ----------------------------------------------- | ----------- | ----------- | -------------------- | -------------------- |
| خمس دقائق                                                   | الدار المصرية اللبنانية                         | 2015        | 111         | (ردمك 9789774279560) | [ 5 ] [ 6 ] [ 7 ]    |
| اسمي حنفي                                                   | دار نهضة مصر                                    | 2010        | 104         |                      | [ 8 ] [ 9 ]          |
| أهداني حبًا                                                  | دار الوفاء                                      | 2017        | 166         | (ردمك 9789777951005) | [ 10 ] [ 11 ] [ 12 ] |
| أحلم وأنا بجوارك                                            | الدار المصرية اللبنانية                         | 2019        | 200         | (ردمك 9789777952071) | [ 13 ] [ 14 ] [ 15 ] |
| شمس تشرق مرتين                                              | مكتبة الدار العربية للكتاب                      | 2011        | 120         | 13978                | [ 16 ] [ 17 ]        |
| فلسفة ابن رشد الطبيعية: العالم                              | مكتبة الثقافة الدينية                           | 2009        | 259         |                      | [ 18 ]               |
| ابن باجة وآراءه الفلسفية                                    | مكتبة الثقافة الدينية السلسلة: المكتبة الفلسفية | 2009        | 479         | (ردمك 9773414388)    | [ 19 ]               |
| عاطف العراقي الوجود والخلود                                 | دار المعارف                                     | 2012        | 167         | (ردمك 9789770276563) | [ 20 ]               |
| مع فقه الحياة نحيا الحياة كما يحبها الله                    | دار المعارف                                     | 2007        |             |                      | [ 21 ]               |
| اتصل في وقت لاحق                                            | دار المعارف                                     | 2012        | 132         |                      | [ 22 ]               |
| الفكر السياسي الإسلامي - مفكرو الإسلام ومشروعاتهم الإصلاحية | مكتبة الثقافة الدينية - القاهرة                 | 2011        | 327         | (ردمك 9789774279560) | [ 23 ] [ 24 ]        |
| أعظم قصص الحب في القرن العشرين                              |                                                 | 2000        |             |                      | [ 25 ]               |
| أسامة بن لادن                                               | دار العالم العربي                               | 2011        | 112         |                      | [ 26 ]               |
| فلسفة اللغة عند الفارابي                                    | دار العالم العربي                               | 2011        | 200         | (ردمك 9789774218655) | [ 27 ]               |
| هؤلاء يعترفون                                               | دار المعارف                                     | 1993        | 200         | (ردمك 9770243078)    | [ 28 ]               |
| امرأة متهمة بالقراءة                                        | دار المعارف                                     | 2011        | 108         |                      | [ 29 ]               |
| عزيزي المستبد                                               | الدار المصرية اللبنانية                         | 2023        | 224         | (ردمك 9789777954037) | [ 30 ] [ 31 ]        |